# Luccombe
Luccombe är en ort och civil parish i Storbritannien.   Den ligger i grevskapet Somerset och riksdelen England, i den södra delen av landet, 240 km väster om huvudstaden London. Luccombe ligger 99 meter över havet och antalet invånare är 157.
Terrängen runt Luccombe är lite kuperad. Havet är nära Luccombe norrut. Runt Luccombe är det ganska glesbefolkat, med 48 invånare per kvadratkilometer. Närmaste större samhälle är Minehead, 5,6 km öster om Luccombe. I omgivningarna runt Luccombe växer i huvudsak blandskog.